# Jenny Perret
Jenny Sarah Perret (23 dicembre 1991) è una giocatrice di curling svizzera.

## Carriera
Nel 2018 ha partecipato nel torneo misto ai Giochi olimpici di Pyeongchang, in Corea del Sud, aggiudicandosi la medaglia d'argento.

## Palmarès

### Mondiali misti
- Oro a Lethbridge 2017.

### Campionati europei misti
- Bronzo a Tårnby 2014.